# فار كراي 5

صورة من اللعبة

فار كراي 5 (بالإنجليزية: Far Cry 5)‏ هي لعبة فيديو من نوع أكشن-مغامرات، صدرت في 27 فبراير 2018 على أجهزة مايكروسوفت ويندوز وبلاي ستيشن 4 وإكس بوكس ون. اللعبة من تطوير يوبي سوفت مونتريال ومن نشر يوبي سوفت. هذا الجزء هو الجزء الرئيسي الخامس في سلسلة فار كراي. تقع أحداث اللعبة في مونتانا وتدور قصة اللعبة حول نائب الشريف الذي يقاتل ضد مجموعة من الطوائف الدينية تسمى «بوابة عدن». تحتوي اللعبة علي نسخة عربية مترجمة خاصة بالشرق الأوسط صدرت يوم 10 أبريل 2018.

## الملخص
تجري أحداث اللعبة في هوبي كونتي، وهي منطقة خيالية في مونتانا بالولايات المتحدة. وتدور القصة الرئيسية حول «مشروع في بوابة عدن»، والذي يتمثل بعبادة يوم القيامة التي سيطرت على المُقاطعة تحت قيادة الزعيم ذو الشخصية الجذابة، جوزيف سيد Joseph Seed. يتحكم اللاعب في نائب رئيس الشرطة المُجنّد حديثاً (لم يذكر اسمه) والذي يصبح مُحاصرًا في هوبي كونتي ويجب أن يعمل جنبًا إلى جنب مع فصائل المقاومة لتحرير المقاطعة من الحكم الاستبدادي لـ عائلة سيد (Seed). تُركز طريقة اللعب على القتال والأستكشاف، ويقاتل اللاعبون جنود العدو مع مواجهة الحياة البرية الخطرة التي تلاحقهم باستمرار. تتميز اللعبة بالعديد من الألعاب الموجودة في الكبائن، والقصص المُتفرعة والمهام الجانبية، كما تتميز اللعبة أيضًا بمحرر خرائط ،و المناظر الطبيعية الجذابة، ووضع متعدد اللاعبين التعاوني والتنافسي.

## التطوير
تم الإعلان عن تطوير لعبة فار كراي 5 في أوائل عام 2017، وقام فريق العمل باستطلاع عدة محاور قبل الأستقرار في موقع جغرافي أمريكي. وكانت اللعبة مستوحاة بشكل كبير من العديد من الأحداث الاجتماعية والسياسية في التاريخ الحديث، مثل الحرب الباردة وهجمات 11 سبتمبر. سعى فريق التطوير لالتقاط المُناخ الإجتماعي اليائس بعد الأحداث وإعادة استخدامها في اللعبة. تم تطوير ونشر اللعبة فقط بواسطة Ubisoft ، كما تم إنشاء وضع متعدد اللاعبين داخليًا ، حيث اكتسبت استوديوهات الشركة المزيد من المدخلات الإبداعية لـ Far Cry 5 في جميع أنحاء العالم.

## ردود الفعل
قوبلت لعبة فار كراي 5 بأستقبال نقدي إيجابي في الغالب عند إصدارها، على الرغم من أنها كانت موضوعًا للجدل بعد الإعلان عنها جنبًا إلى جنب مع فترة من الصراعات السياسية المتصاعدة. أشاد النقاد بتصميم العالم المفتوح والمرئيات وطريقة اللعب والموسيقى التصويرية. لكنها وجهت انتقادات لقصتها وبعض الشخصيات. حققت اللعبة نجاحًا تجاريًا وأصبحت العنوان الأسرع مبيعًا بأمتياز، حيث حققت أكثر من 310 مليون دولار في الأسبوع الأول من المبيعات. صدرت العديد من حزم المحتوى القابل للتنزيل، وتم إصدار عنوان ثانوي وتكملة للسرد بعنوان فار كراي نيو داون، في فبراير 2019. قبل الإصدار السادس للسلسلة.